# フォード・プリフェクト
フォード・プリフェクトは、イギリス・フォードが1938年から1961年にかけて生産した小型車である。

## 概要
1938年、それまでの「ベビー・フォード」7Yの後継車として登場。生産はエセックスのダゲナム(Dagenham)工場。
E39A型はそれ以前の設計を踏襲したフレーム付きだったが、1953年以降のモデルはそれまでの旧式なスタイルから一新、モダンな3BOXセダンスタイルとなり、ポピュラー、アングリアの上級版兄弟車という位置付けで、英国フォードの低価格クラスを担う主力車種としてシェア獲得に貢献した。
兄弟車同様、軽量ボディと扱いやすい直4エンジン、平凡堅実で改造余地の大きい構造により、イギリスで盛んであったアマチュアのモータースポーツ愛好者たちから改造ベースとして広く利用された。

## 歴史

### E93A (1938年 - 1949年)

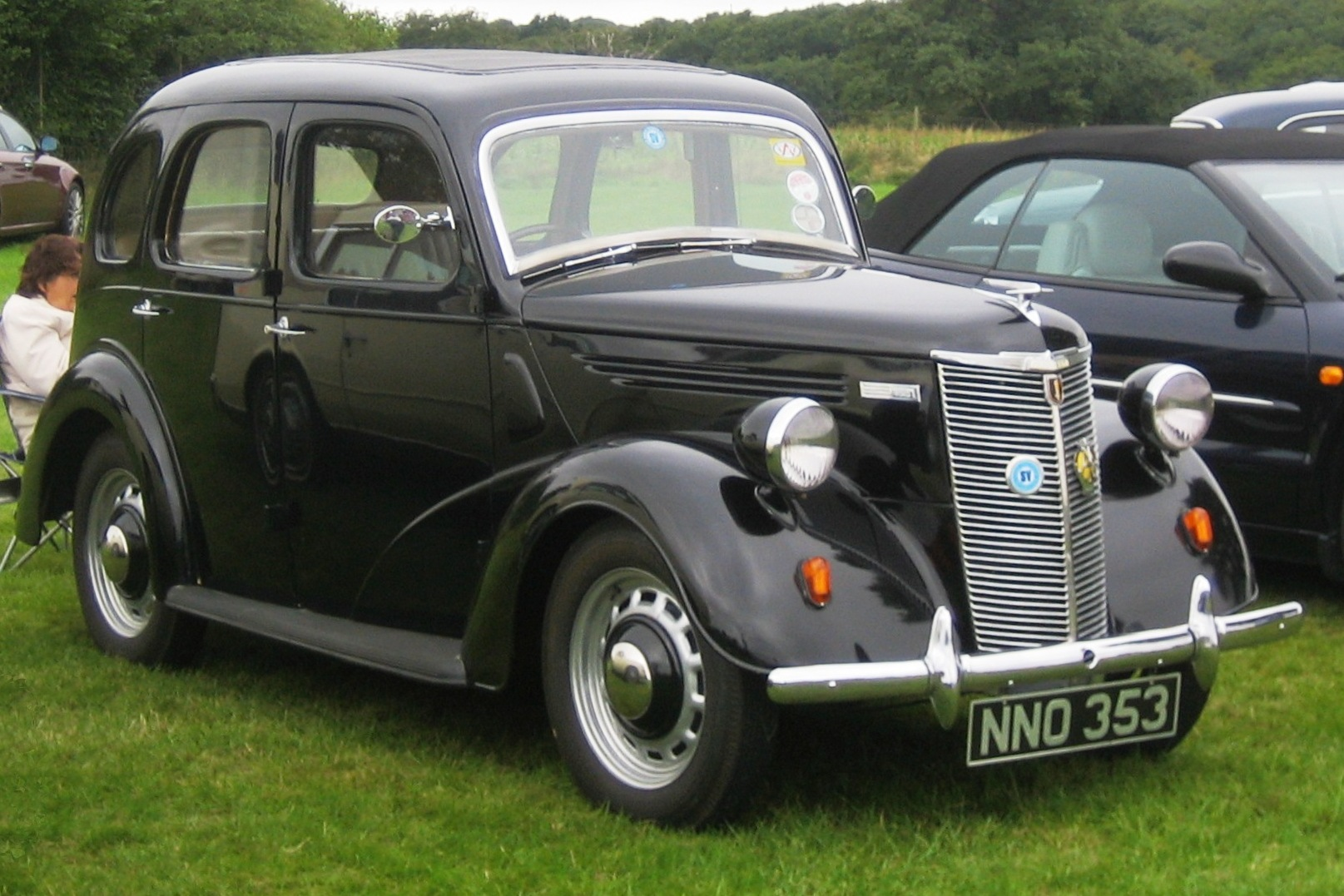
Ford Prefect E93A アンバーのターンシグナルレンズは後付品

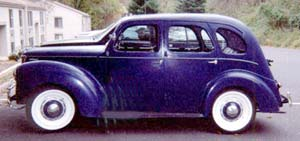
1950 Canadian-distribution British Ford Prefect

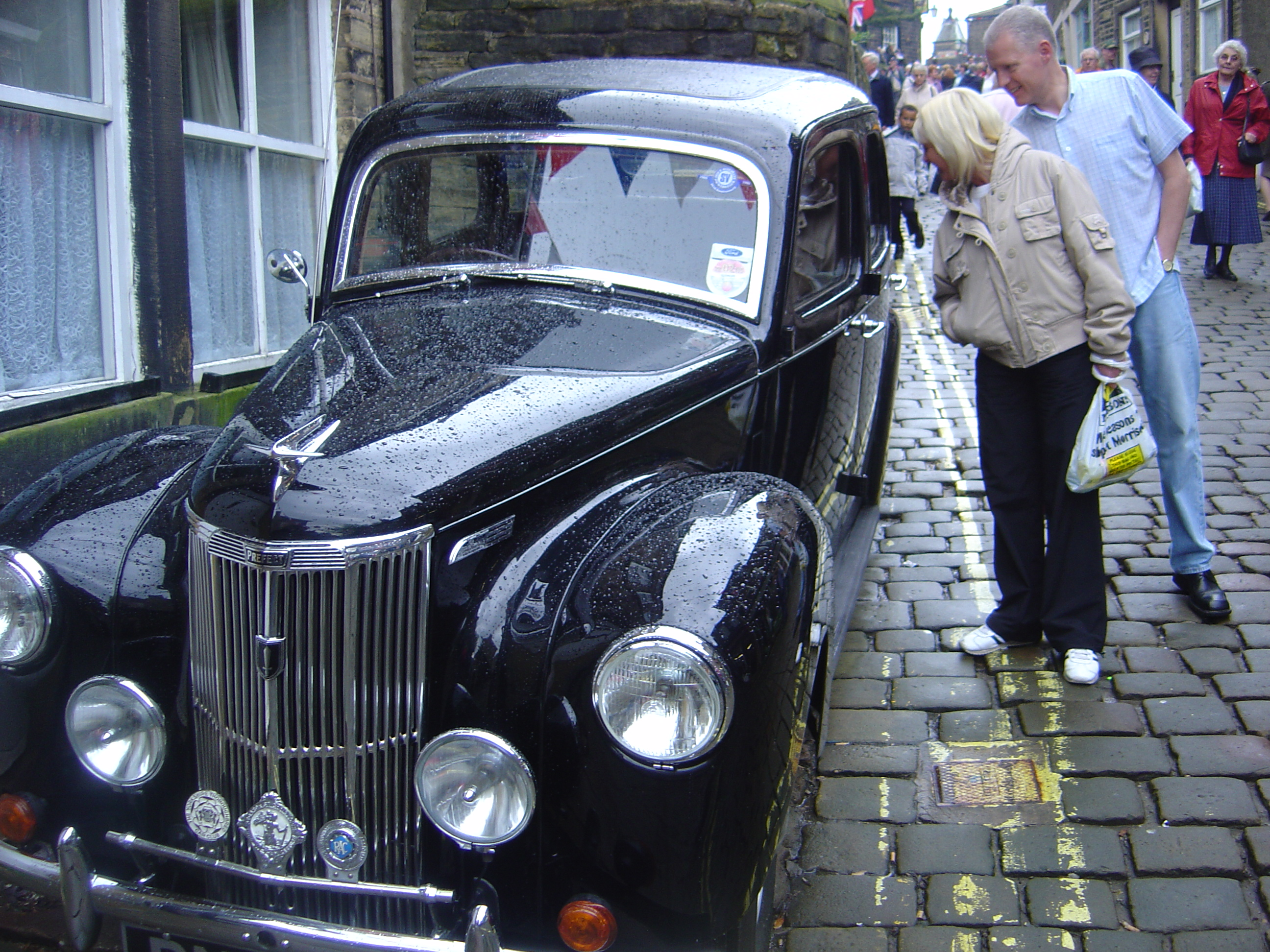
Ford Prefect E493A

フォード車として初めてデトロイト以外で開発されたモデルである。もっとも基本構造自体は、初期のEA39、7Yをわずかに改良した程度であり、前後とも横置きリーフスプリングと機械式ブレーキを装備した、戦前フォード流の保守的設計が継続されていた（この点では欧州のフォード社拠点でも、1939年型フォード・タウナスで小型車の油圧ブレーキ・流線型ボディ導入に踏み切ったドイツ・フォードに一歩遅れていた）。イギリス市場に特化してボア径と気筒数で規定されるというイギリス独特の馬力税において有利なロングストローク(63.5 x 92.5 mm)・1172ccのサイドバルブ4気筒エンジンを搭載、頑丈さとシンプルさによる耐久性が長所であった。6V電源のバッテリーがスターターモーターを回せないほど電圧低下した場合、クランクハンドルでもエンジン始動ができるようになっていた。
なお、第二次世界大戦中の1941年から1945年にかけては、軍需生産のためプリフェクトを含む一般向け乗用車の生産が中断されている。

### E493A (1949年 – 1953年)
戦後もしばらくはわずかなデザイン変更のマイナーチェンジのみで生産を継続した。

### 100E (1953年 – 1959年)

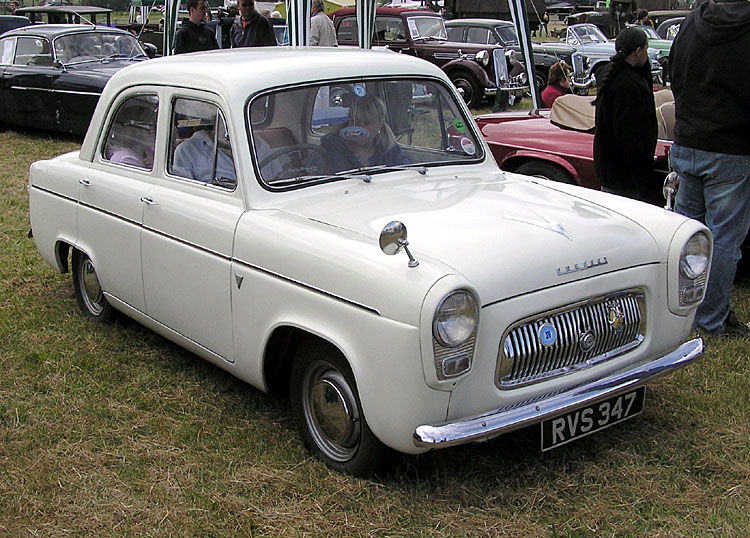
Ford Prefect 100E (1959) seen in the UK.

終戦後、小型車はもとより、大型車も1930年代後期の設計のV型8気筒車「パイロット」を生産し続けた英国フォードであったが、1950年に中級クラスの4気筒「コンサル」・6気筒「ゼファー」の兄弟モデルを発表した。両モデルにおけるOHVの新型エンジンとモノコック構造の合理的なポンツーン・ボディ、そして当時最新鋭のマクファーソン・ストラット独立懸架による前輪独立懸架導入は、それまで英国民族資本各車以上に保守的であった英国フォード車のイメージを一変させた。
コンサル・ゼファーの成果を取り入れるかたちで、プリフェクトとアングリアについても1953年に至り、大幅に改良された完全戦後型モデルが登場する。旧式のセパレートフレームからモダンなポンツーン形モノコック構造となり、サスペンションもフロントがコイルによるマクファーソン・ストラット独立懸架に変更された。ブレーキはガーリング(Girling)製の油圧ブレーキによる4輪ドラム式に進化し、市場競争力を確保した。しかし、1172ccの直4エンジンは在来型改良の旧式SVのままであった。プリフェクトはアングリアの4ドア版という位置付けであったが、前後の意匠も違っていた。

### 107E (1959年 – 1961年)
最後のプリフェクトで、100Eの4ドアボディに1959年発表の新アングリア105E用・超オーバースクエア4気筒OHV・1000ccエンジンと4速ギアボックスを搭載した、プリフェクト唯一のOHVモデル。新型のアングリアに4ドア仕様のボディが用意されなかったため、在来ボディを流用して作られた過渡的モデルで、同時に1959年までの旧「ポピュラー」用エンジンを100E系ボディに載せ替えた新「ポピュラー」も併売された。後継車であるコーティナがデビューするまで生産された。

## 海外市場向け
プリフェクトは、イギリス以外にもオーストラリア、ニュージーランド、アルゼンチン、カナダなどでも販売された。
オーストラリアでは現地生産も行われ、独自のUte(2ドア・ピックアップ)ボディも存在した。カナダ向けは左ハンドルである。またラトビア共和国でもFord Vairogs Juniorとしてライセンス生産された。